# Worloppet Cup
La Worldloppet Cup est une compétition annuelle où sont programmées différents courses longue distance de ski de fond. Elle est créée grâce à la coopération entre la Worldloppet et la fédération internationale de ski en 1999. Ainsi, les traditionnelles courses longue distance sont inscrites dans le calendrier de la FIS, cela leur permet d'avoir un meilleur impact médiatique et une meilleure visibilité. Elle a été fondée sous le nom de Coupe Marathon (ou Marathon Cup en anglais). En parallèle, un circuit professionnel est créé dans les années 2010, Ski Classics qui n'est pas géré par la Fédération internationale de ski.
En 2019, la compétition n'est plus reconduite pour la suite.

## Les différentes épreuves
Les différentes courses ayant été programmées dans la coupe Marathon en 2009 sont :
| Parcours                                          | Pays               | Descriptif                                                                                          |
| la Sgambeda à Livigno                             | Italie             | |
| la Jizerská padesátka à Bedřichov                 | République tchèque | |
| la Marcialonga à Val di Fiemme                    | Italie             | |
| la König-Ludwig-Lauf à Oberammergau               | Allemagne          | |
| la Transjurassienne entre Lamoura et Mouthe       | France             | Créée en 1979, deuxième plus longue course après la Vasaloppet.                                     |
| la Vasaloppet entre Sälen et Mora                 | Suède              | Créée en 1922, considéré comme la plus prestigieuse course longue distance du monde de ski de fond. |
| le marathon de l'Engadine entre Maloja et S-chanf | Suisse             | |
| la Birkebeinerrennet entre Rena et Lillehammer    | Norvège            | Créée en 1932.                                                                                      |

En 2019, le programme est le suivant :
| Course            | Pays      |
| ----------------- | --------- |
| Vasaloppet China  | Chine     |
| Dolomitenlauf     | Autriche  |
| König Ludwig Lauf | Allemagne |
| Transjurassienne  | France    |
| Tartu Maraton     | Estonie   |
| Finlandia-hiihto  | Finlande  |
| Ugra Ski Marathon | Russie    |

Les courses ayant été accueillies auparavant :
| Parcours                              | Pays       | Descriptif     |
| la Dolomitenlauf à Lienz              | Autriche   |                |
| la Tartu Maraton entre Otepää et Elva | Estonie    |                |
| l'American Birkebeiner à Hayward      | États-Unis | Créée en 1973. |
| la Gatineau Loppet à Hull             | Canada     |                |
| la Finlandia-hiihto à Lahti           | Finlande   |                |

## Palmarès
Saisons de 2000 à 2015 disputées sous le nom de Coupe Marathon.

### Hommes
| Saison  | 1er                    | 2e                     | 3e                    |
| ------- | ---------------------- | ---------------------- | --------------------- |
| 1999/00 | Raul Olle              | Steffan Larsson        | Stanislav Řezáč       |
| 2000/01 | Gianantonio Zanetel    | Stephane Paesseron     | Raul Olle             |
| 2001/02 | Maurizio Pozzi         | Roberto De Zolt Ponte  | Gianantonio Zanetel   |
| 2002/03 | Jørgen Aukland         | Stanislav Řezáč        | Gianantonio Zanetel   |
| 2003/04 | Gianantonio Zanetel    | Silvio Fauner          | Stanislav Řezáč       |
| 2004/05 | Stanislav Řezáč        | Marco Cattaneo (de)    | Gianantonio Zanetel   |
| 2005/06 | Marco Cattaneo (de)    | Pierluigi Constantin   | Roberto De Zolt Ponte |
| 2006/07 | Jerry Ahrlin           | Jørgen Aukland         | Stanislav Řezáč       |
| 2007/08 | Anders Aukland         | Jerry Ahrlin           | Marco Cattaneo (de)   |
| 2008/09 | Marco Cattaneo (de)    | Jerry Ahrlin           | Stanislav Řezáč       |
| 2009/10 | Fabio Santus           | Oskar Svärd            | Marco Cattaneo (de)   |
| 2010/11 | Jerry Ahrlin           | Fabio Santus           | Stanislav Řezáč       |
| 2011/12 | Stanislav Řezáč        | Anders Aukland         | Jörgen Brink          |
| 2012/13 | Sergio Bonaldi         | Benoît Chauvet         | Anders Aukland        |
| 2013/14 | Tom Reichelt           | Benoît Chauvet         | Martin Koukal         |
| 2014/15 | Petr Novak             | Benoît Chauvet         | Toni Livers           |
| 2015/16 | Toni Livers            | Bastien Poirrier       | Candide Pralong       |
| 2016/17 | Candide Pralong        | Ivan Perrillat Boiteux | Toni Livers           |
| 2017/18 | Ivan Perrillat Boiteux | Gerard Agnellet        | Loic Guigonnet        |
| 2018/19 | Damien Tarantola       | Gerard Agnellet        | Loic Guigonnet        |

### Femmes
| Saison  | 1re                  | 2e                         | 3e                           |
| ------- | -------------------- | -------------------------- | ---------------------------- |
| 1999/00 | Svetlana Nagueïkina  | Maria Theurl               | Monica Johansson             |
| 2000/01 | Antonina Ordina      | Irina Skladneva            | Nadezhda Slesareva           |
| 2001/02 | Antonina Ordina      | Elin Nilsen                | Natalia Alekseeva            |
| 2002/03 | Lara Peyrot          | Svetlana Frizen            | Monica Lazarut               |
| 2003/04 | Cristina Paluselli   | Lara Peyrot                | Sofia Lind                   |
| 2004/05 | Cristina Paluselli   | Lara Peyrot                | Sofia Lind                   |
| 2005/06 | Cristina Paluselli   | Anna Santer                | Lara Peyrot                  |
| 2006/07 | Elin Ek              | Lara Peyrot                | Jenny Hansson                |
| 2007/08 | Tatyana Yambaeva     | Jenny Hansson              | Elin Ek                      |
| 2008/09 | Jenny Hansson        | Sandra Hansson             | Hilde Gjermundshaug Pedersen |
| 2009/10 | Jenny Hansson        | Susanne Nyström            | Sandra Hansson               |
| 2010/11 | Sandra Hansson       | Susanne Nyström            | Seraina Boner                |
| 2011/12 | Stephanie Santer     | Seraina Boner              | Jenny Hansson                |
| 2012/13 | Tatjana Mannima      | Seraina Boner              | Antonella Confortola         |
| 2013/14 | Riitta-Liisa Roponen | Antonella Confortola Wyatt | Seraina Boner                |
| 2014/15 | Tatjana Mannima      | Aurélie Dabudyk            | Holly Brooks                 |
| 2015/16 | Aurélie Dabudyk      | Elisa Brocard              | Klara Moravcová              |
| 2016/17 | Aurélie Dabudyk      | Maria Gräfnings            | Rahel Imoberdorf             |
| 2017/18 | Aurélie Dabudyk      | Maria Gräfnings            | Rahel Imoberdorf             |
| 2018/19 | Maria Gräfnings      | Tatjana Mannima            | Klára Moravcová              |